# Bois de Boulogne
Pour les articles homonymes, voir Boulogne et Bois de Boulogne (homonymie).
Le bois de Boulogne est une étendue boisée, située dans le 16e arrondissement de Paris.
Couvrant une superficie de 846 hectares (8,45 km2) dans l'ouest de la ville, le bois de Boulogne peut être considéré comme l'un des deux « poumons » de la capitale française et le second espace vert parisien quant à la superficie, après le bois de Vincennes situé à l'est. Deux fois et demi plus grand que Central Park à New York, et 3,3 fois plus grand que Hyde Park à Londres, il est cependant 5,9 fois plus petit que la forêt de Soignes à Bruxelles et occupe seulement la moitié de la surface de la Casa de Campo de Madrid. Le bois de Boulogne occupe une partie du site de l'ancienne forêt de Rouvray.
La partie centrale du bois accueille le parc de Bagatelle, ainsi que le jardin du Pré-Catelan. Sa partie nord est occupée par le Jardin d'acclimatation, un parc d'attractions jadis célèbre pour sa ménagerie et aujourd'hui pour abriter la fondation Louis-Vuitton. Au sud-est se situe le jardin des serres d'Auteuil et l'hippodrome d'Auteuil. Au sud-ouest, entre l'hippodrome de Longchamp et le parc de Bagatelle, se trouvent le golf de Longchamp ainsi que les château et domaine de Longchamp, qui abritent depuis 2015 la fondation GoodPlanet.

## Toponymie et historique

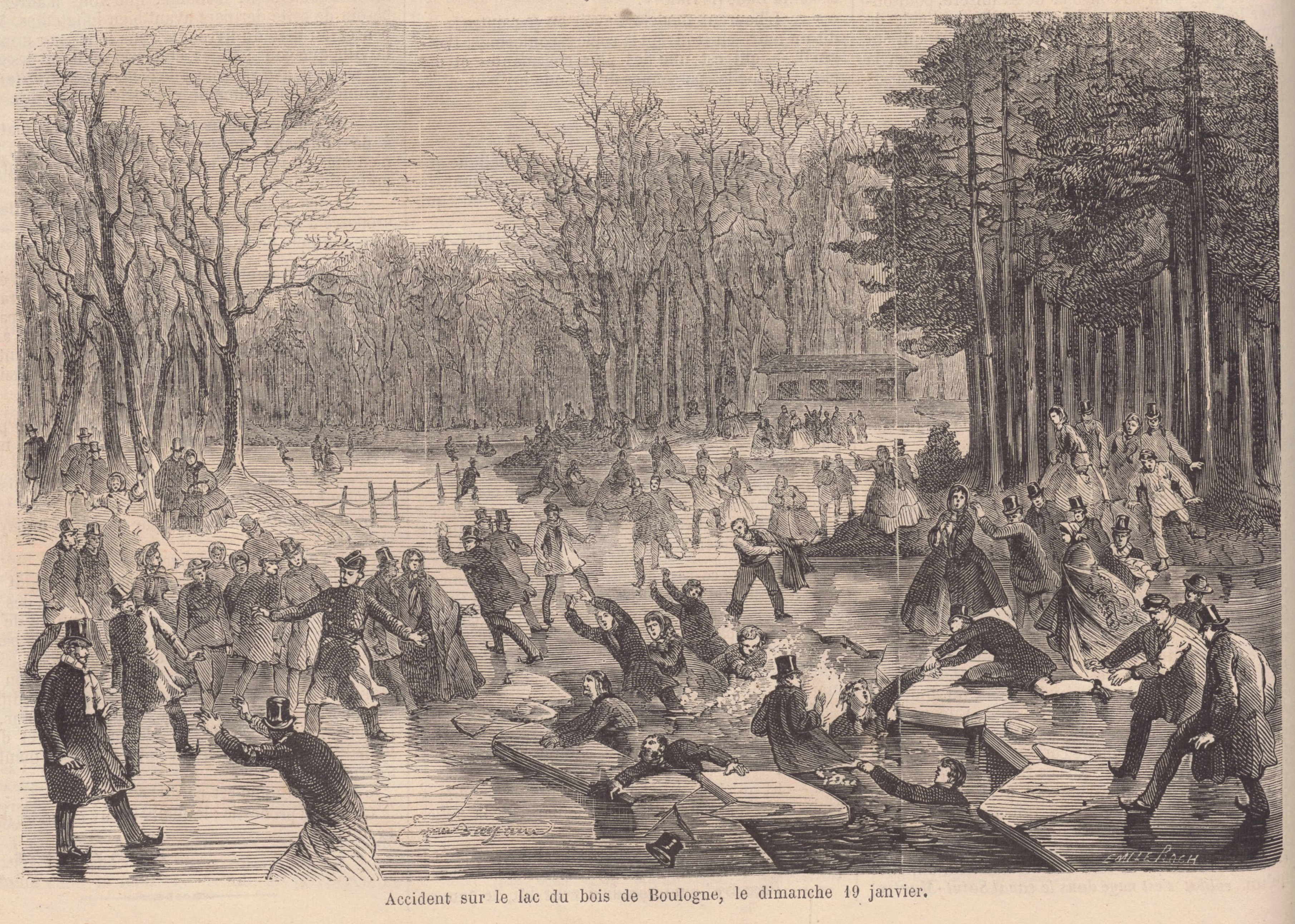
L'accident du 19 janvier 1862 au lac du bois de Boulogne.

### Origine
Le bois de Boulogne est tout ce qui reste de l'ancienne forêt de Rouvray, voulant dire « lieu planté de chênes rouvres », qui est mentionnée pour la première fois, en 717, dans la charte de Compiègne. Les terres furent offertes par Childéric II au puissant abbé de Saint-Denis, qui fit édifier un grand nombre de monastères. Philippe Auguste achète la plus grande partie de la forêt aux moines de Saint-Denis pour créer une réserve de chasse sur les terres royales. En 1256, Isabelle de France, sœur de Saint Louis, fonde l'abbaye royale de Longchamp.

### Toponymie
Le bois de Boulogne tire son nom de l'église Notre-Dame-de-Boulogne-la-Petite (aujourd'hui église Notre-Dame-des-Menus de Boulogne-Billancourt) qui fut construite sur ordre de Philippe le Bel à la suite d'un pèlerinage qu'il avait effectué avec sa fille Isabelle de France à Boulogne-sur-Mer en 1308, alors que celle-ci allait épouser Édouard II d'Angleterre.
À son retour, le roi décide d'élever une église semblable à celle qu'il avait vue sur les bords de la Manche et qui abritait alors une statue miraculeuse de la Vierge (l'édifice boulonnais se trouvait à l'emplacement occupé de nos jours par l'actuelle basilique Notre-Dame-de-l'Immaculée-Conception).
La souhaitant à proximité de Paris afin de susciter un raccourcissement des pèlerinages, le roi dès son retour fait rechercher un terrain proche de la capitale. C'est finalement un petit village de bûcherons, Les Menuls lès Saint Cloud, qui est choisi. De 1319 à 1320, on pose la première pierre de l'église que l'on dote d'une statue en argent doré, à l'image de la vierge de Notre-Dame de Boulogne-sur-Mer. L'église est bénie en 1330 par l'évêque de Paris Hugues II Michel de Besançon.

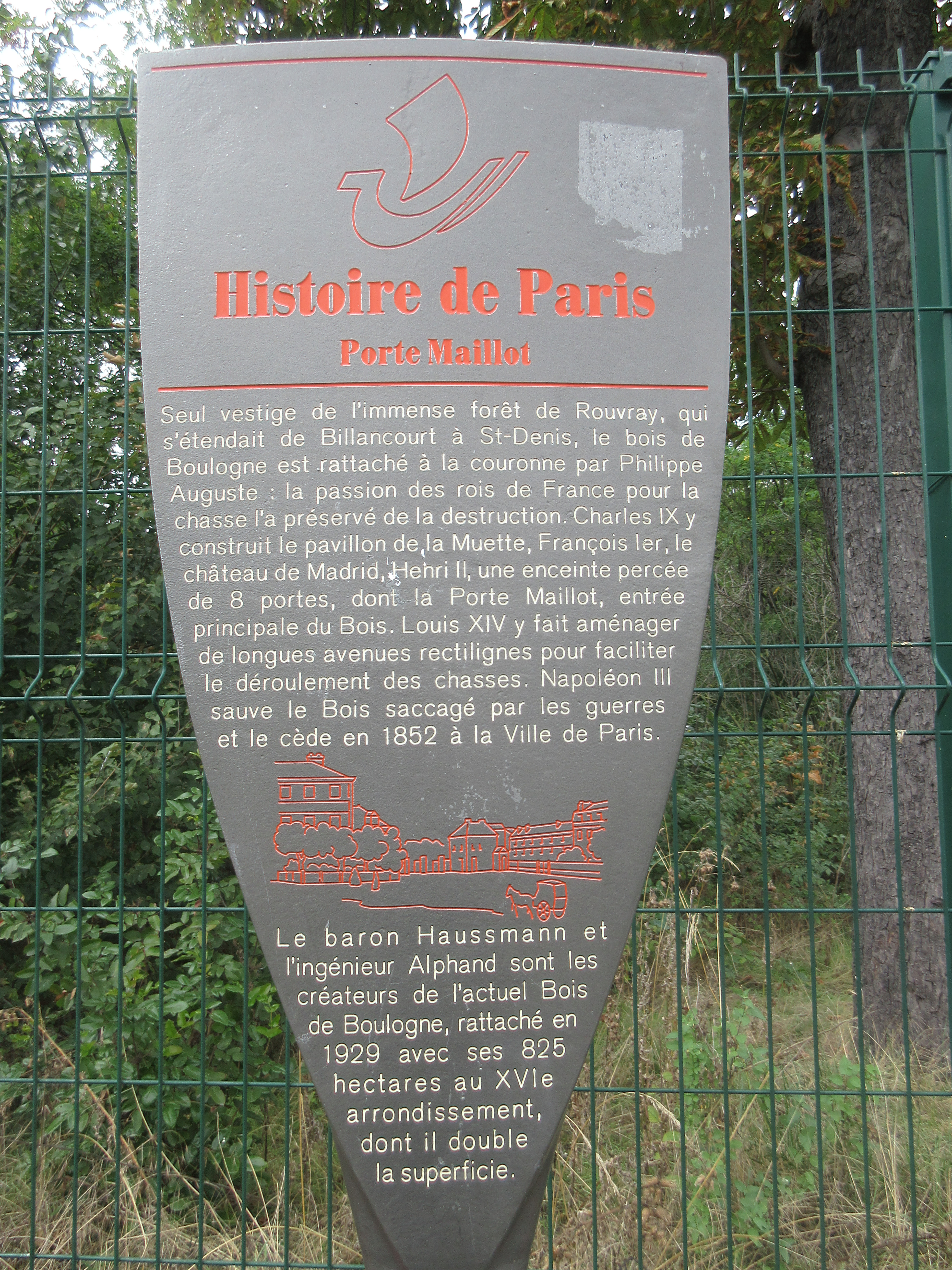
Panneau Histoire de Paris
« Porte Maillot ».

### Historique

#### DuXIVesiècleauXIXesiècle
Pendant la guerre de Cent Ans, la forêt devient un repaire pour les brigands. En 1358, Bertrand Duguesclin revenant de Bretagne y est détroussé par des Anglais embusqués. En 1416-1417, les troupes du duc de Bourgogne, y tuent un grand nombre de Français, puis en brûlent une partie. 
Sous Louis XI (1423-1483), la forêt, brûlée en partie par les Bourguignons, est reboisée, et on procède à l'ouverture de deux routes.
Après que François Ier a fait construire le château de Madrid (commencé en 1528) dans le bois de Boulogne, l'endroit devient un lieu de festivités. Le parc de chasse est entouré d'un mur sous Henri II et Henri III, avec huit portes. 
Henri IV fait planter 15 000 mûriers, avec le projet de développer une industrie locale de la soie et donner du travail à son bon peuple. Mais il est assassiné en 1610. Sa femme, Marguerite de Valois, une fois répudiée, se retire au château de la Muette, dans le bois.
En novembre 1783, Pilâtre de Rozier et le marquis d'Arlandes réussissent le premier vol en ballon à air chaud, construit par les frères Montgolfier, depuis le domaine du château de la Muette.
Durant la période révolutionnaire, le bois sert de refuge à des personnes traquées.
En 1814 et 1815, 40 000 Anglais et Russes y campent et ils ravagent le bois, brûlant de nombreux arbres. Sous la Restauration avec Louis XVIII, son reboisement et la restauration des routes sont commencés, sous la direction du baron d'André, pour se terminer en 1830. 
Ainsi, un semis de chênes d'Amérique va embellir les environs de la mare d'Auteuil,. En 1832, une École spéciale pratique de sylviculture et d'arboriculture est créée près de la mare d'Auteuil.
C'est alors le « site reculé et sauvage » dont parle Paul de Kock dans son roman La Mare d'Auteuil.
En 1840, le bois est amputé de sa partie est, en bordure de Paris, pour la construction de l'enceinte de Thiers.

#### Aménagements sous Napoléon III
En 1852, la propriété du bois de Boulogne est cédée par Napoléon III à la ville de Paris, qui est alors chargée d'aménager l'espace vert en quatre ans. Les travaux débutent l'année suivante. Dans un premier temps, c'est l'architecte Jacques Hittorff associé au paysagiste Louis-Sulpice Varé, qui se charge des travaux (création de jardins, de voies et de plans d'eau artificiels).

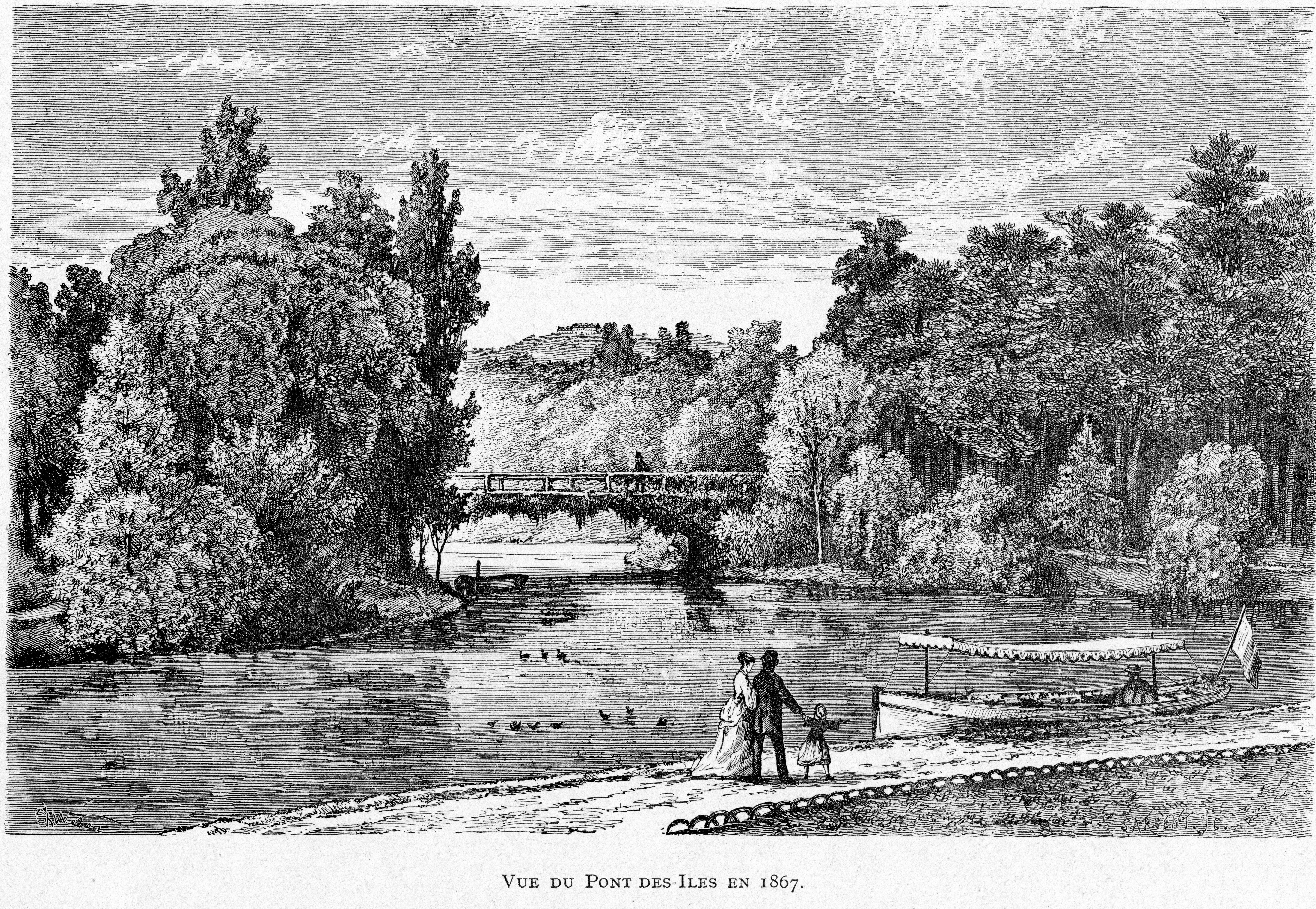
Vue du pont des Îles en 1867.

L'empereur désire la réalisation d'une rivière à l'instar de la Serpentine de Hyde Park à Londres. Les travaux sont bien entamés quand le baron Haussmann s'aperçoit qu'un défaut de nivellement asséchera la partie haute et inondera la basse. Varé, qui avait oublié le dénivelé de 6 mètres dans son projet de la rivière artificielle, est alors congédié par Haussmann, nommé préfet de la Seine entre-temps et remplacé par l'ingénieur Adolphe Alphand (parc Monceau, parc Montsouris, bois de Vincennes) associé au paysagiste Jean-Pierre Barillet-Deschamps (aménageur du parc des Buttes-Chaumont). Les sols et reliefs sont remodelés, 200 000 arbres y sont plantés, suivant le tracé et les conseils pour les plantations de Barillet-Deschamps. Seules deux allées rectilignes (celles de Longchamp et de la Reine-Marguerite) sont conservées.  
Adolphe Alphand et Jean-Pierre Barillet-Deschamps transforment la rivière de Varé en deux lacs, avec une rétention d'eau dans le lac Supérieur, le trop-plein se déversant dans le lac Inférieur par la Petite Cascade. Un pont relie les deux îles.  
Une voie de circulation, séparant les lacs et leur servant de digue, est également créée à cette occasion. Adolphe Alphand compose un paysage à l'anglaise avec des chemins sinueux, des pièces d'eau, de petites rivières artificielles amenant l'eau et des ensembles de rocailles. 
Les deux îles sont bâties sur le lac Inférieur, sur lesquelles on installe un authentique chalet suisse, ancien pavillon de la Suisse issu de l'exposition universelle de 1867, devenu ensuite le restaurant Le Chalet des Îles, lequel servit de décor à une scène du film Camille redouble (2012) de Noémie Lvovsky) construit par Seiler aux environs de Berne et le petit kiosque de l'Empereur réalisé par Gabriel Davioud. Ce dernier est également l'auteur des pavillons de garde ceinturant le bois, à l'époque où il était clôturé ; la plupart ont été conservés. La mare d'Auteuil est agrandie et aménagée en étang.

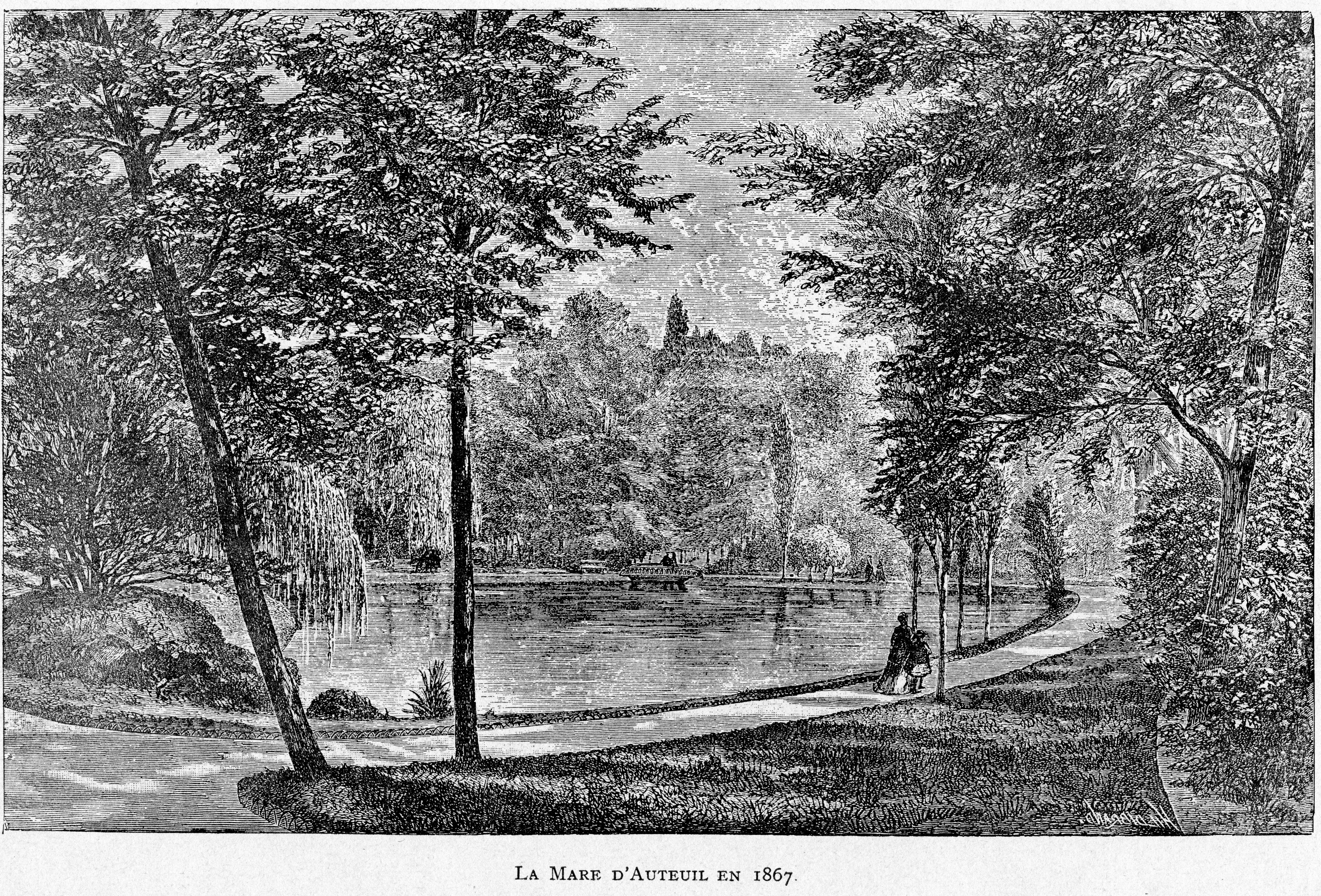
La mare d'Auteuil en 1867.
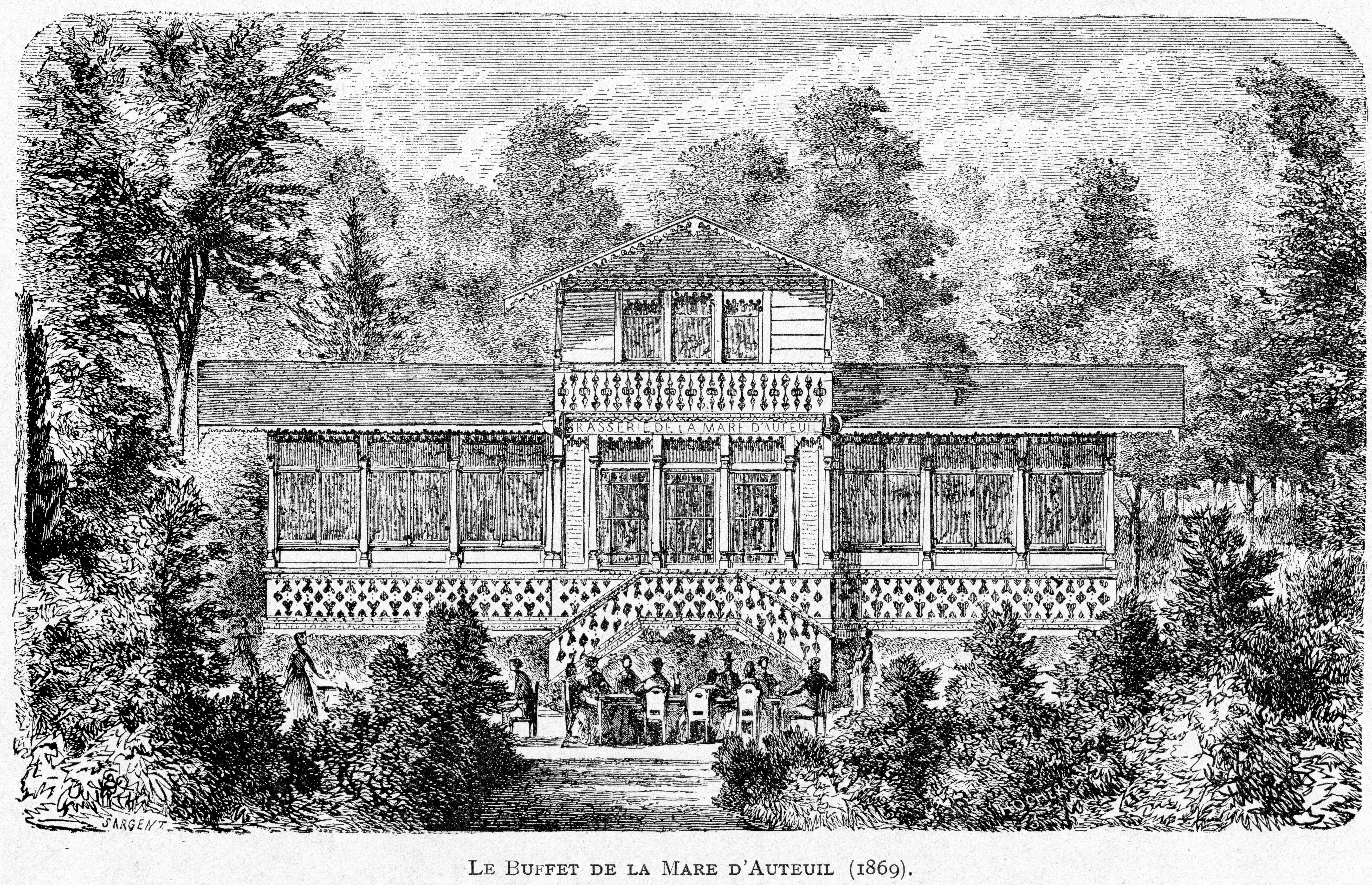
Le buffet de la mare d'Auteuil (1869).
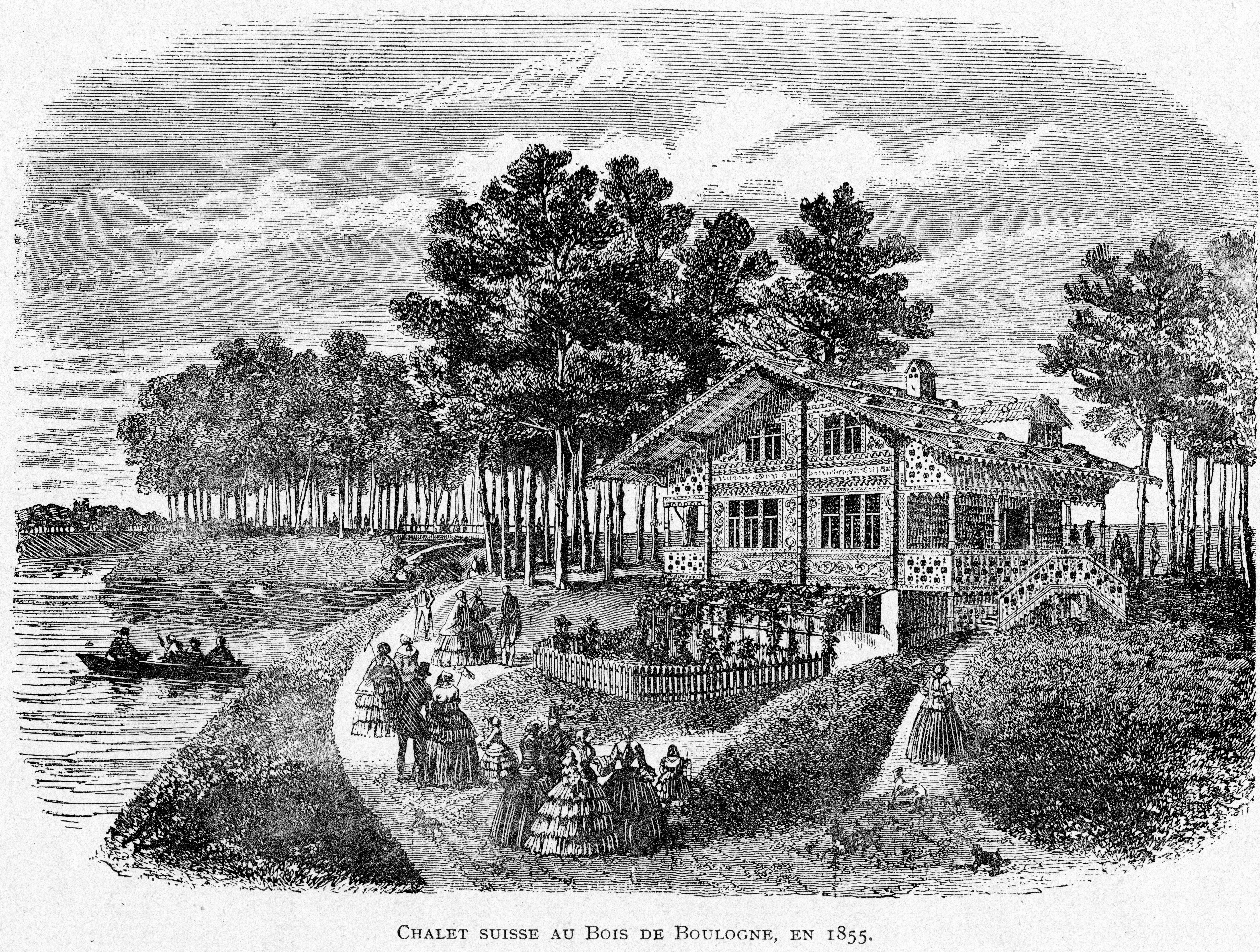
Chalet suisse au bois de Boulogne en 1855.
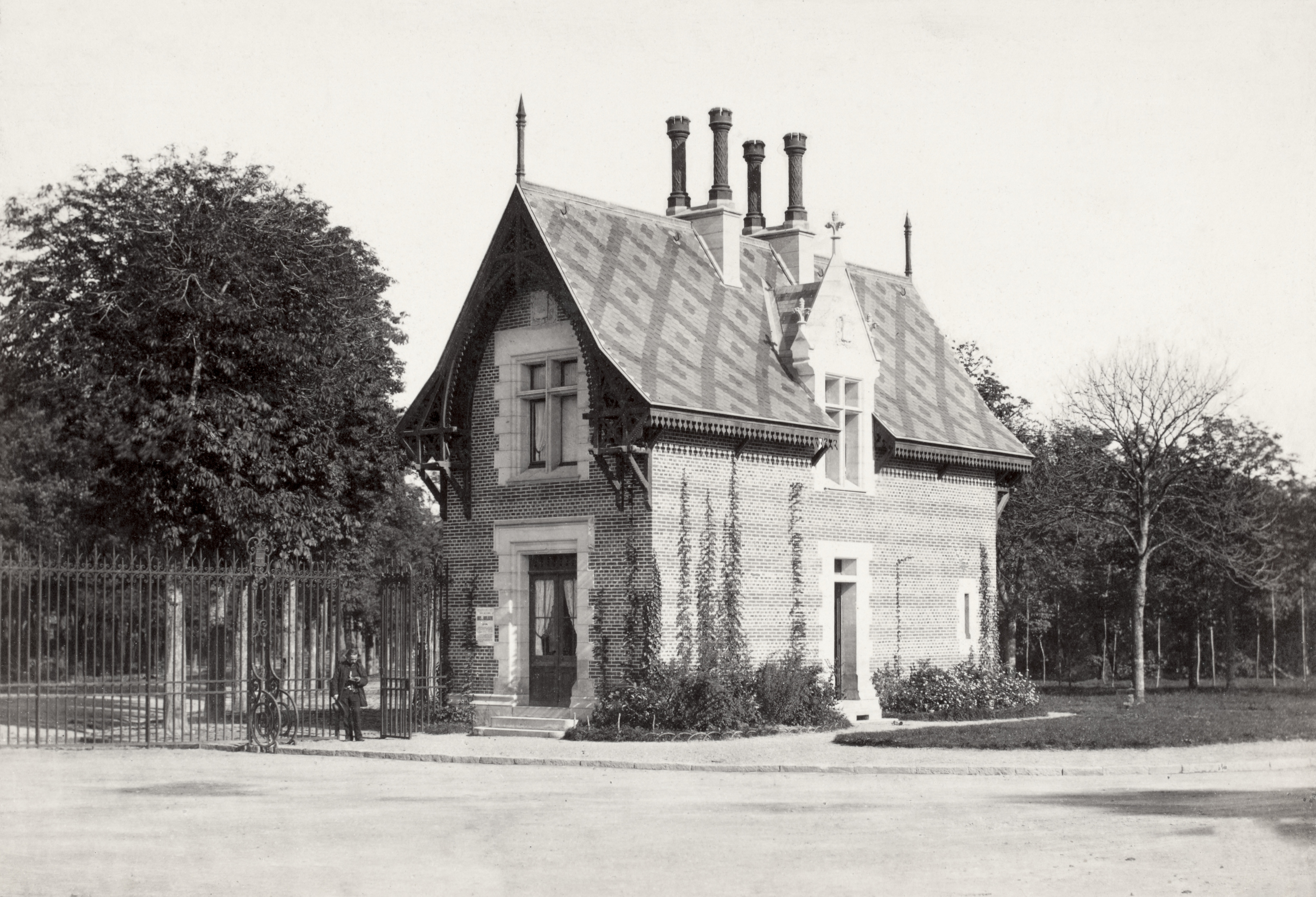
L'un des pavillons de garde construits par Gabriel Davioud.

Entre 1855 et 1858, l'hippodrome de Longchamp est construit sur la plaine du même nom. Dans le même temps, la pointe du bois située au sud de la butte Mortemart, entre la rue des Princes à Boulogne (actuelles rue Denfert-Rochereau et rue des Princes) et l'avenue du Parc-des-Princes à Auteuil est aménagée par le duc de Morny dans le cadre d'une vaste opération immobilière de luxe, supervisée par le baron Haussmann.
En 1865, alors que la vogue du patinage arrive des pays anglo-saxons, le Cercle des Patineurs obtient une concession sur un lac du bois de Boulogne. La pratique y est cependant limitée à la saison froide.
Lors du siège de Paris de 1870, le bois est sérieusement endommagé par l'artillerie prussienne, car l'artillerie française avait une batterie sur la butte de Mortemart. La forêt de la mare d'Auteuil, qui se trouve au pied des fortifications, est rasée,.
En 1873, l'hippodrome d'Auteuil est inauguré.

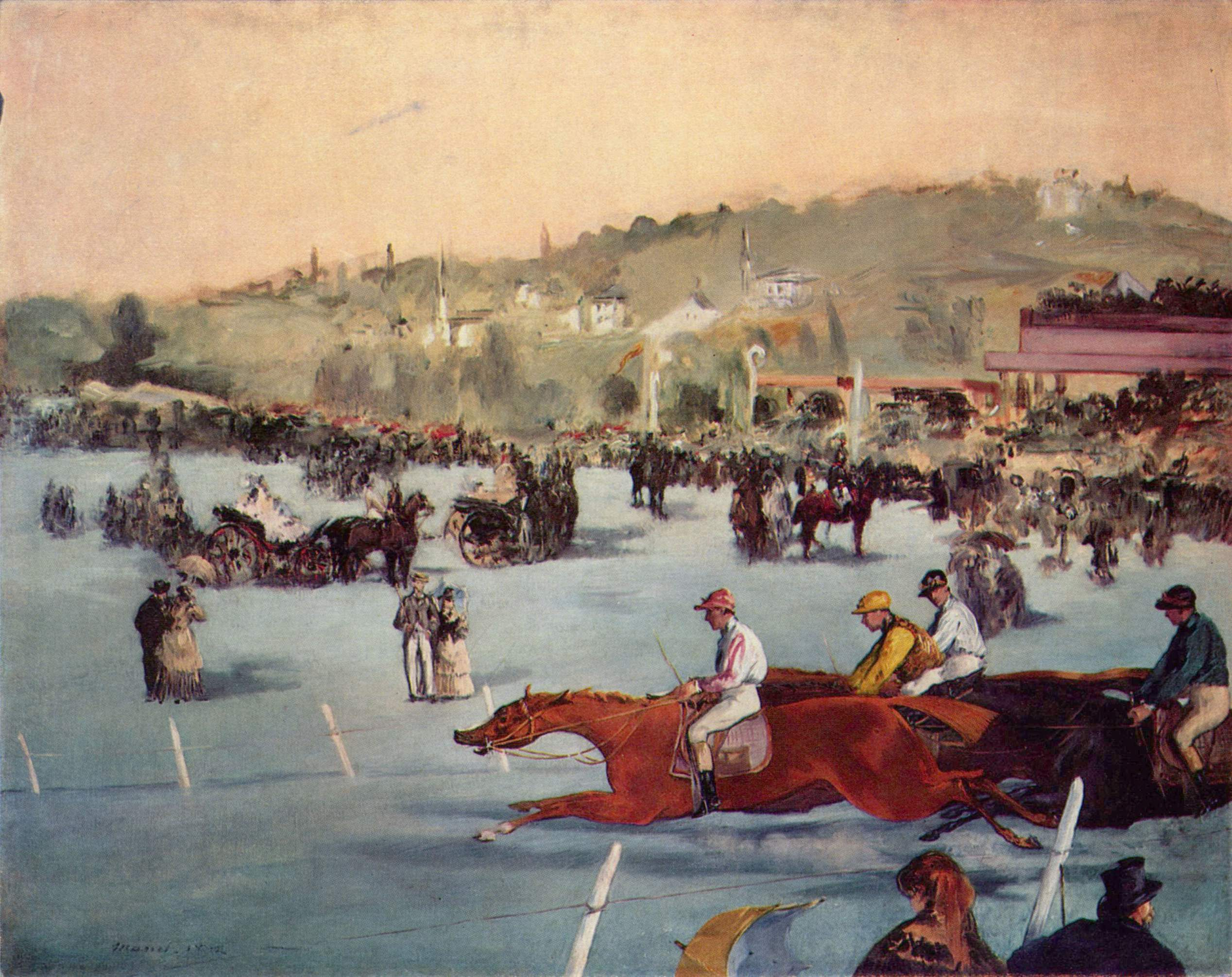
Édouard Manet : Courses au bois de Boulogne (1872).

En octobre 1896, à l'occasion de la visite en France du couple impérial russe, Nicolas II et Alexandra, un pavillon-débarcadère éphémère est érigé sur 160 mètres le long des voies de la Petite Ceinture du 16e, partant de la gare de Passy-la-Muette. Le tsar arrivait d'un train spécial depuis Cherbourg. À son arrivée, il est accueilli par le président de la République française Félix Faure. Le cortège traverse ensuite une allée aménagée dans le jardin du Ranelagh et le bois de Boulogne, jusqu'à la porte Dauphine, empruntant ensuite l'avenue du Bois (actuelle avenue Foch),.

#### Annexion par Paris auXXesiècle
Entre 1900 et 1936, le Bois est accessible par un tramway, appelé chemin de fer du bois de Boulogne. 

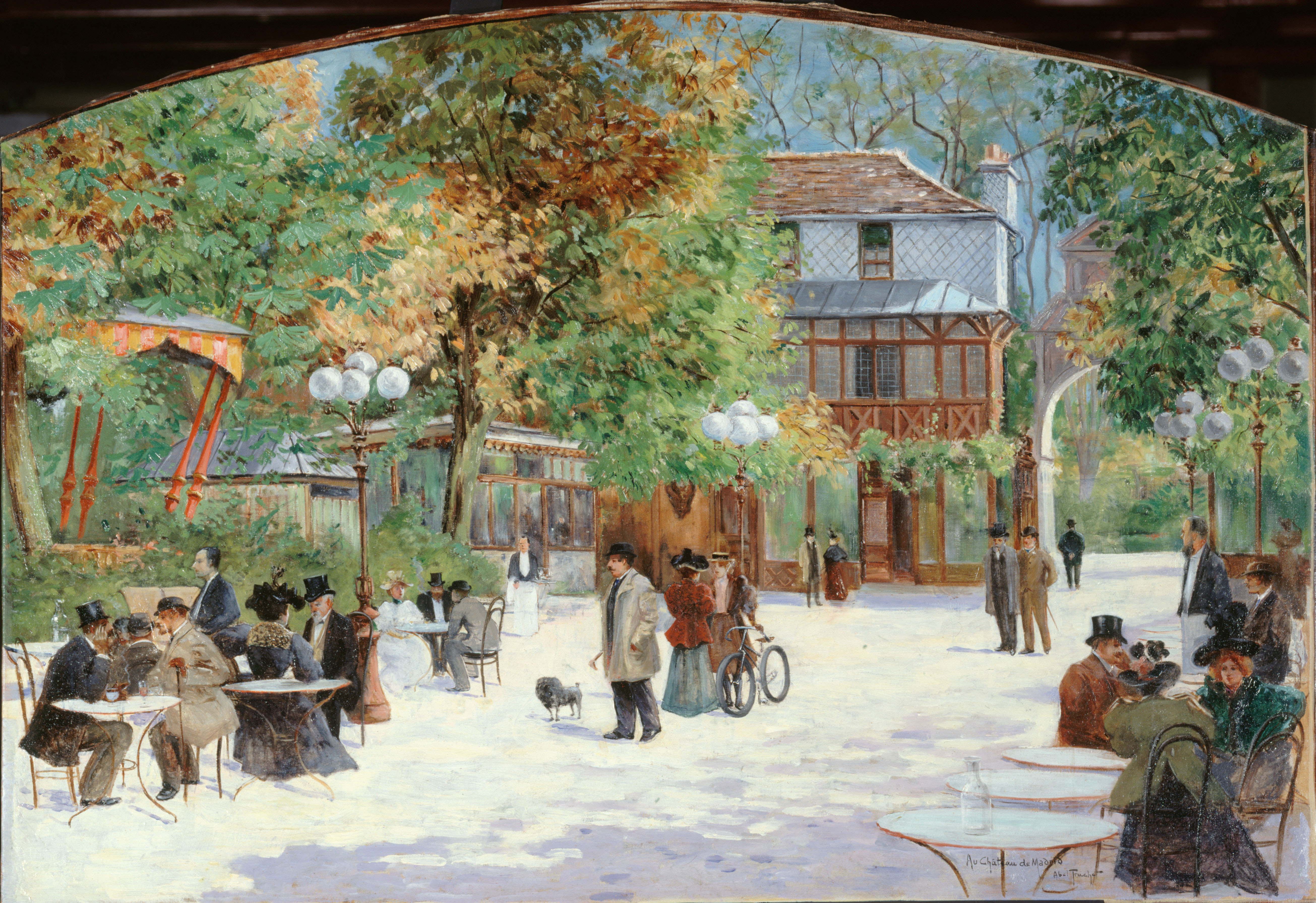
Le chalet du château de Madrid au bois de Boulogne, vers 1900 (Abel Truchet, musée Carnavalet).

Le 6 août 1918, durant la Première Guerre mondiale, un obus lancé par la Grosse Bertha explose dans le bois de Boulogne près de l'hippodrome d'Auteuil.
Bien que propriété de la ville de Paris, le bois de Boulogne reste administrativement rattaché aux communes de Boulogne et Neuilly-sur-Seine jusque dans les années 1920. Il est officiellement annexé par la ville de Paris par le décret du 3 avril 1925 pour la partie boulonnaise et par le décret du 18 avril 1929 pour la partie neuilléenne. Il est rattaché au 16e arrondissement. Il est la propriété de la Mairie de Paris, qui en assure l'entretien, la propreté, les plantations d'arbres et décide des concessions (hippodromes avec France Galop, Roland Garros et la FFT, le Racing Club de France, le Tir aux Pigeons, des restaurants et bâtiments).
En août 1944, peu avant la libération de Paris, 35 résistants sont tués près de la Grande Cascade.
Depuis la fin du XXe siècle, le bois accueille au niveau du lac Supérieur, chaque année durant la saison d'hiver, le cirque Folies Grüss - Alexis Grüss.

## Réseau hydraulique

Plan du bois de Boulogne.

Le bois possède plusieurs lacs, qui sont tous artificiels et alimentés par les eaux de la Seine : le lac Supérieur (3 ha), le lac Inférieur (11 ha), le lac du cercle du bois de Boulogne (ou pour le patinage), le lac du Jardin d'acclimatation, la mare d'Armenonville, la mare ou lac Saint-James (2 ha), l'étang de Longchamp (2 ha), l'étang de l'Abbaye, l'étang de Suresnes (2 ha), l'étang des Tribunes (1 ha), l'étang de Boulogne et la Grande Cascade, dotée d'une grotte (dont l'eau déversée provient de l'étang du Réservoir, lequel fait 1 ha). Il est possible de pêcher à certains endroits.

Le lac Supérieur et le lac Inférieur avec le kiosque de l'Empereur. Peinture de Charles Rivière (années 1870).
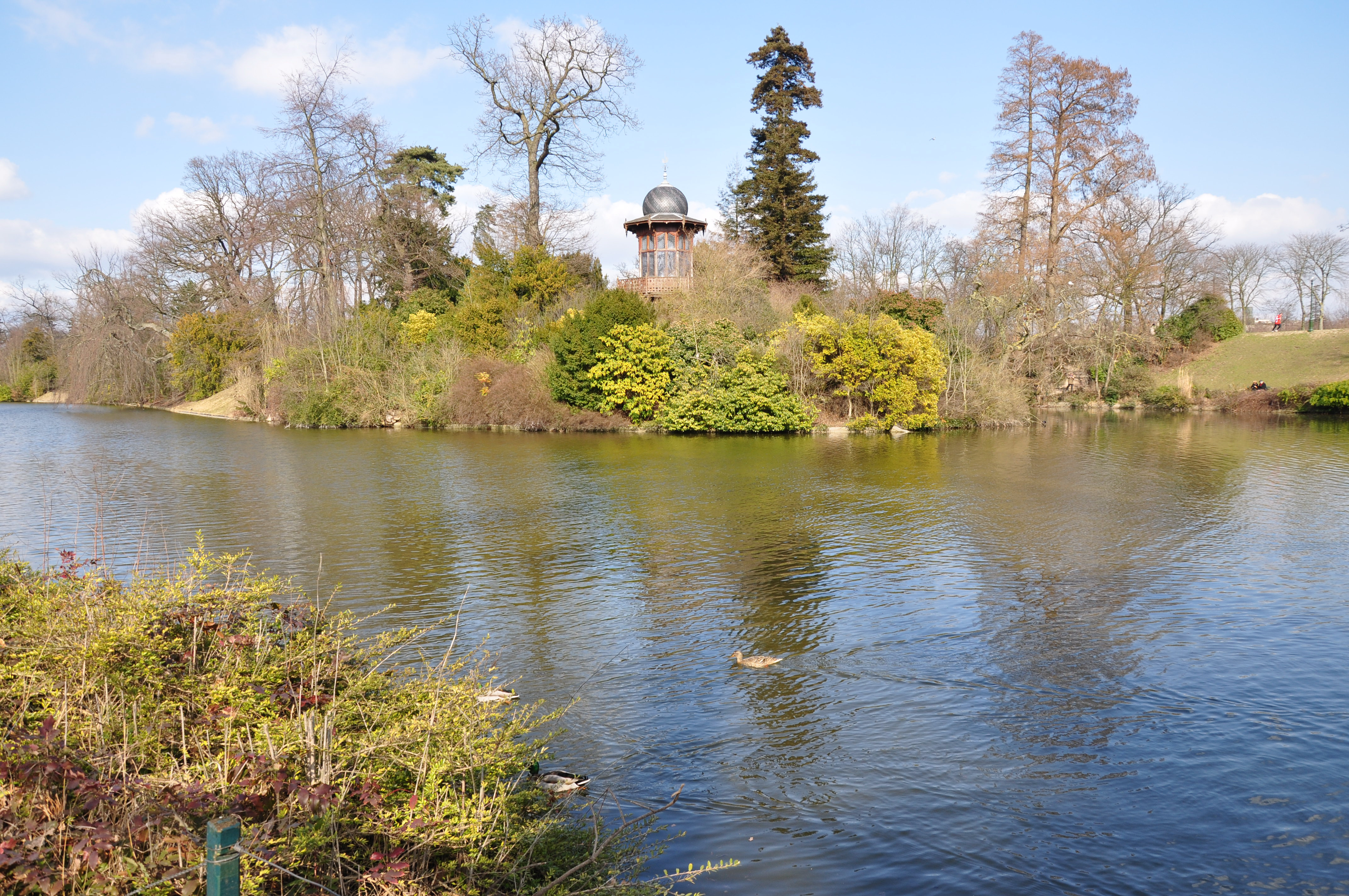
Le kiosque de l'Empereur de nos jours.
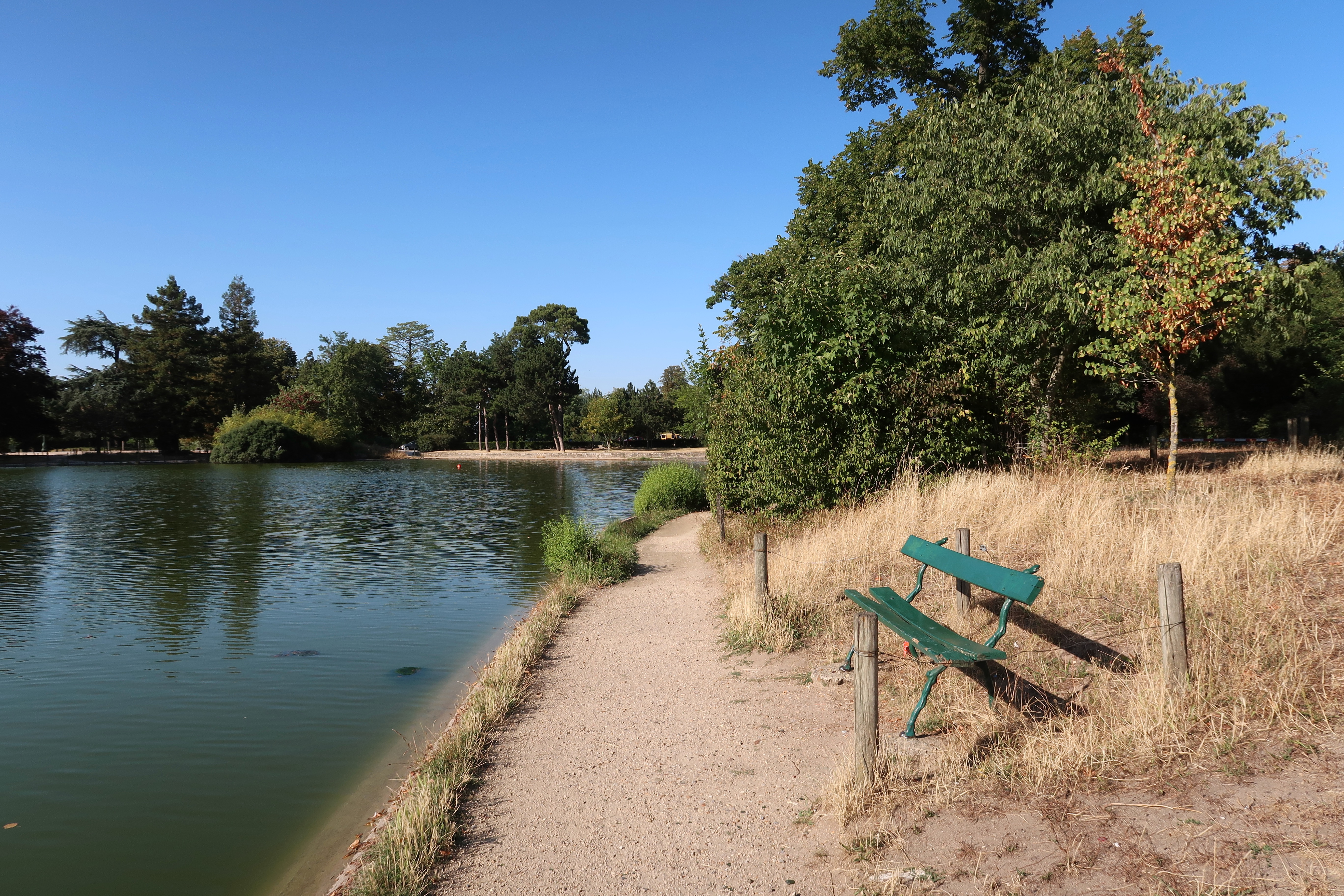
Banc le long du lac Supérieur.
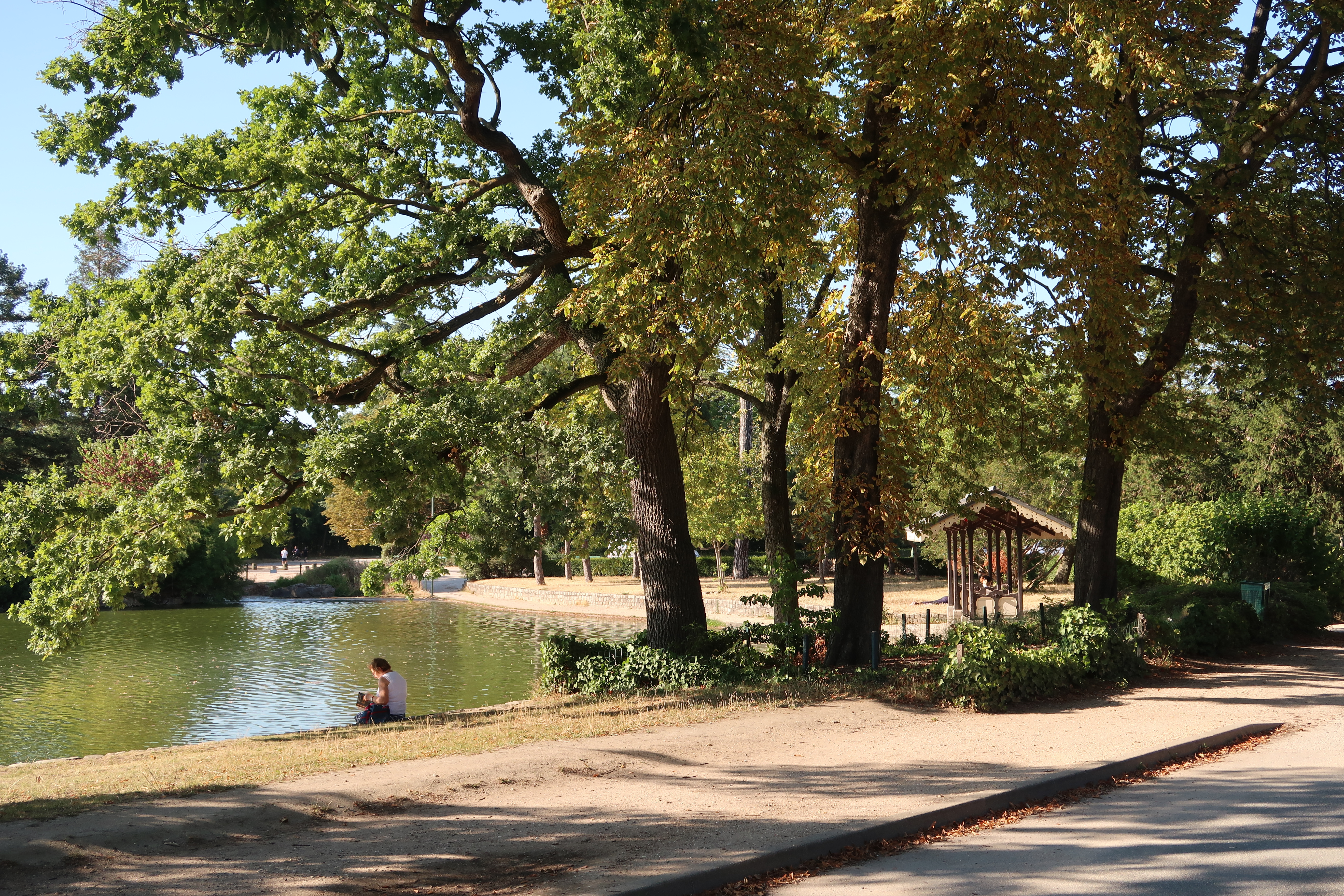
Lac Supérieur.

Les deux plus grands espaces sont le lac Supérieur (au sud) et le lac Inférieur (au nord), dont le dénivelé correspond à leur dénomination. Le premier est alimenté par le canal de l'Ourcq et le puits artésien de Passy ; le second, d'une plus grande superficie, comporte en son centre deux îles. Elles sont reliées par un pont suspendu. La plus au nord accueille le restaurant du Chalet des Îles, qu'il est possible de rejoindre en barque de location depuis un embarcadère situé à l'est du lac Inférieur. Sur sa pointe septentrionale se trouve la statue L'Union de l'Homme avec la Nature et l'Amour - Les Deux Arbres (1996) du sculpteur suédois Gudmar Olovson (en). Sur la pointe méridionale de l'autre île est installé un édicule appelé « kiosque de l'Empereur ».

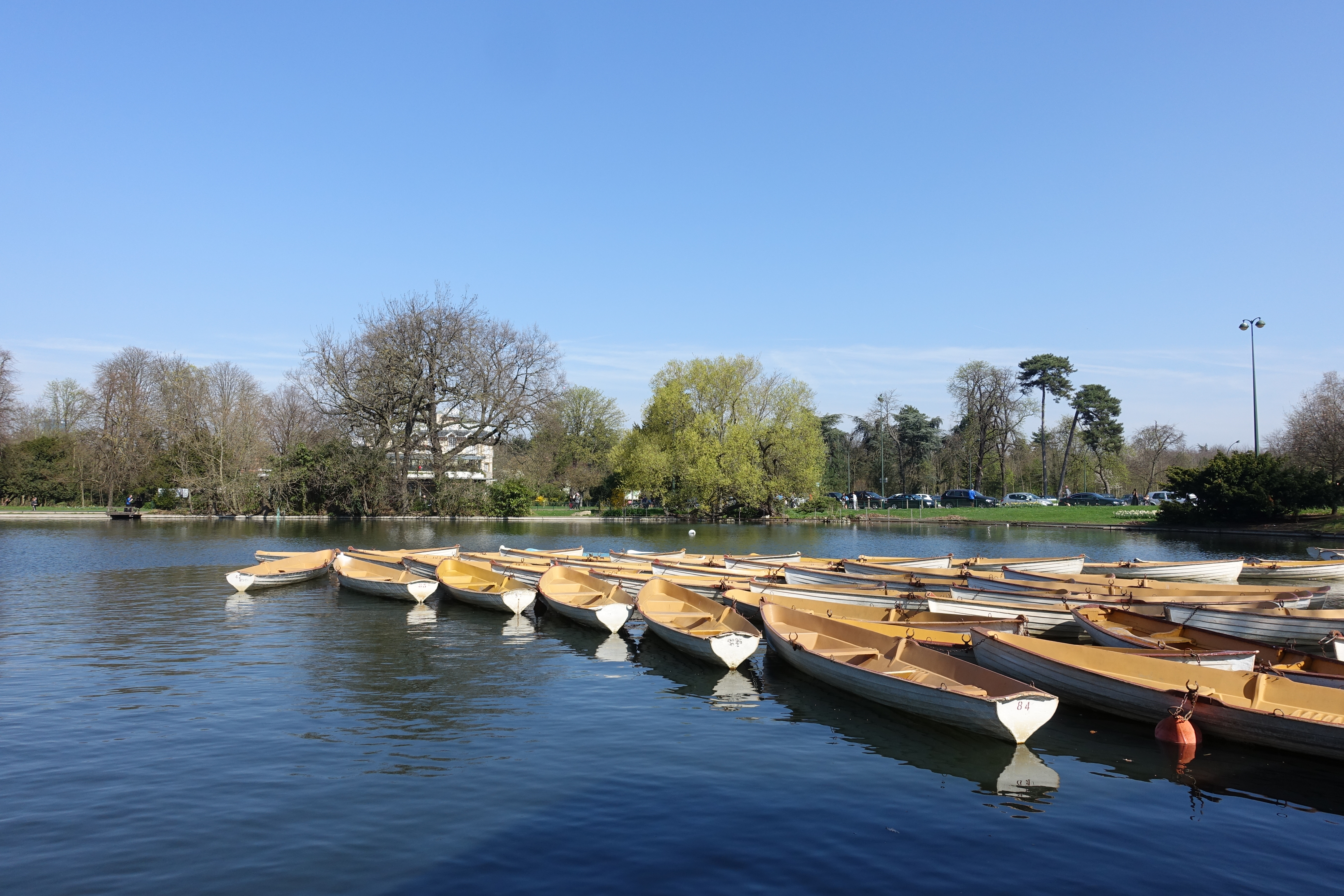
Bateaux sur le lac Inférieur.
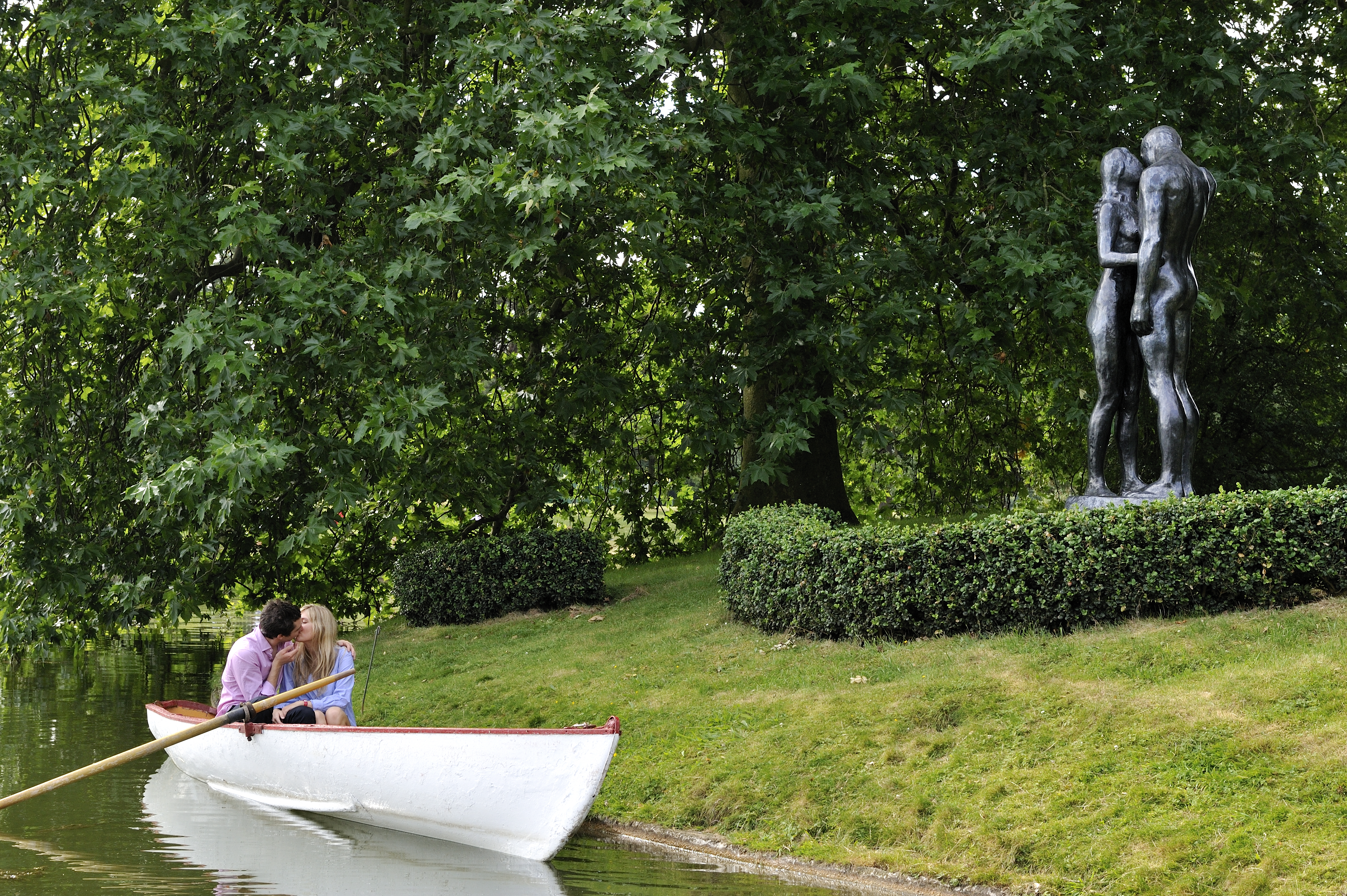
Couple s'embrassant près de la statue de Gudmar Olovson.
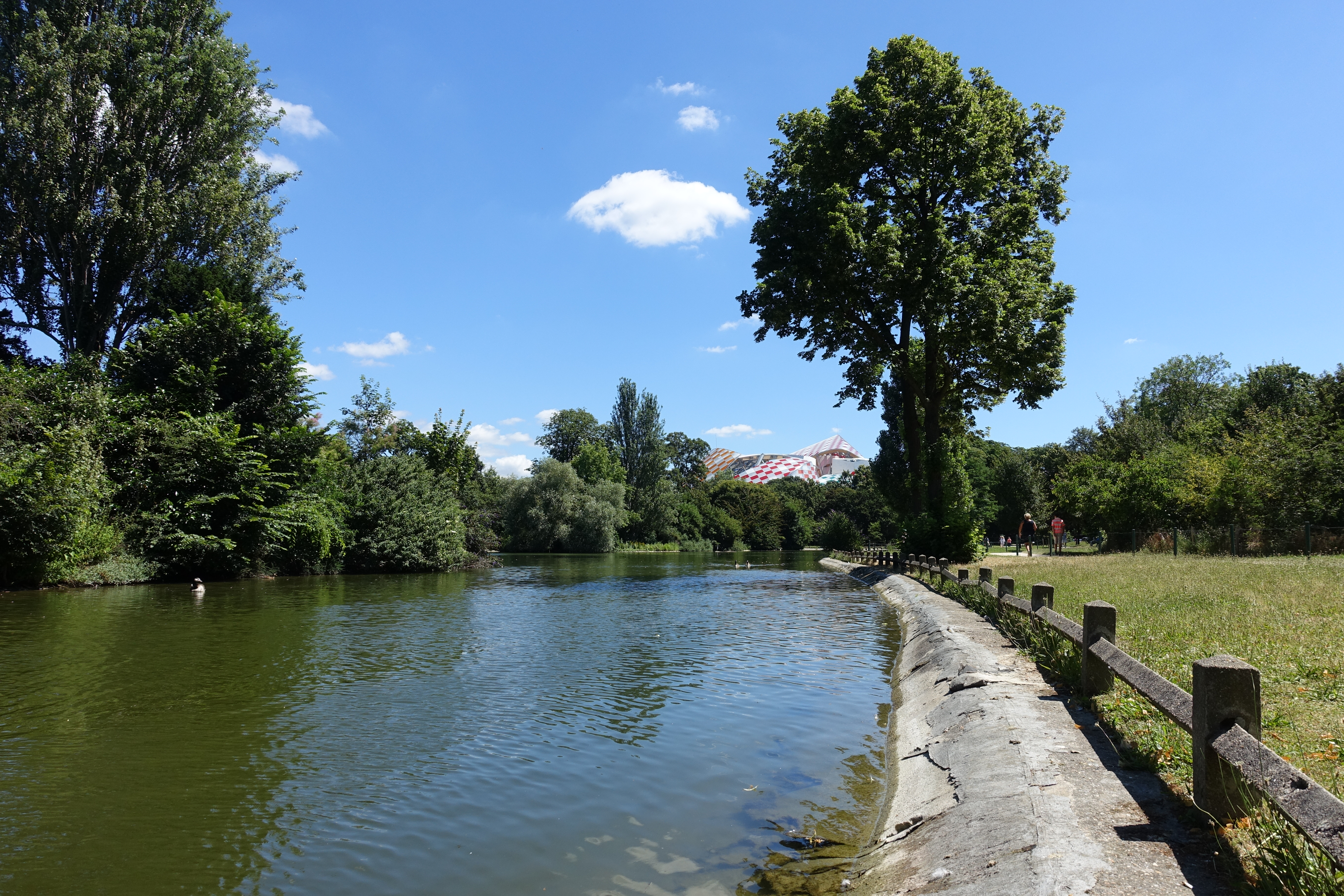
Mare Saint-James.
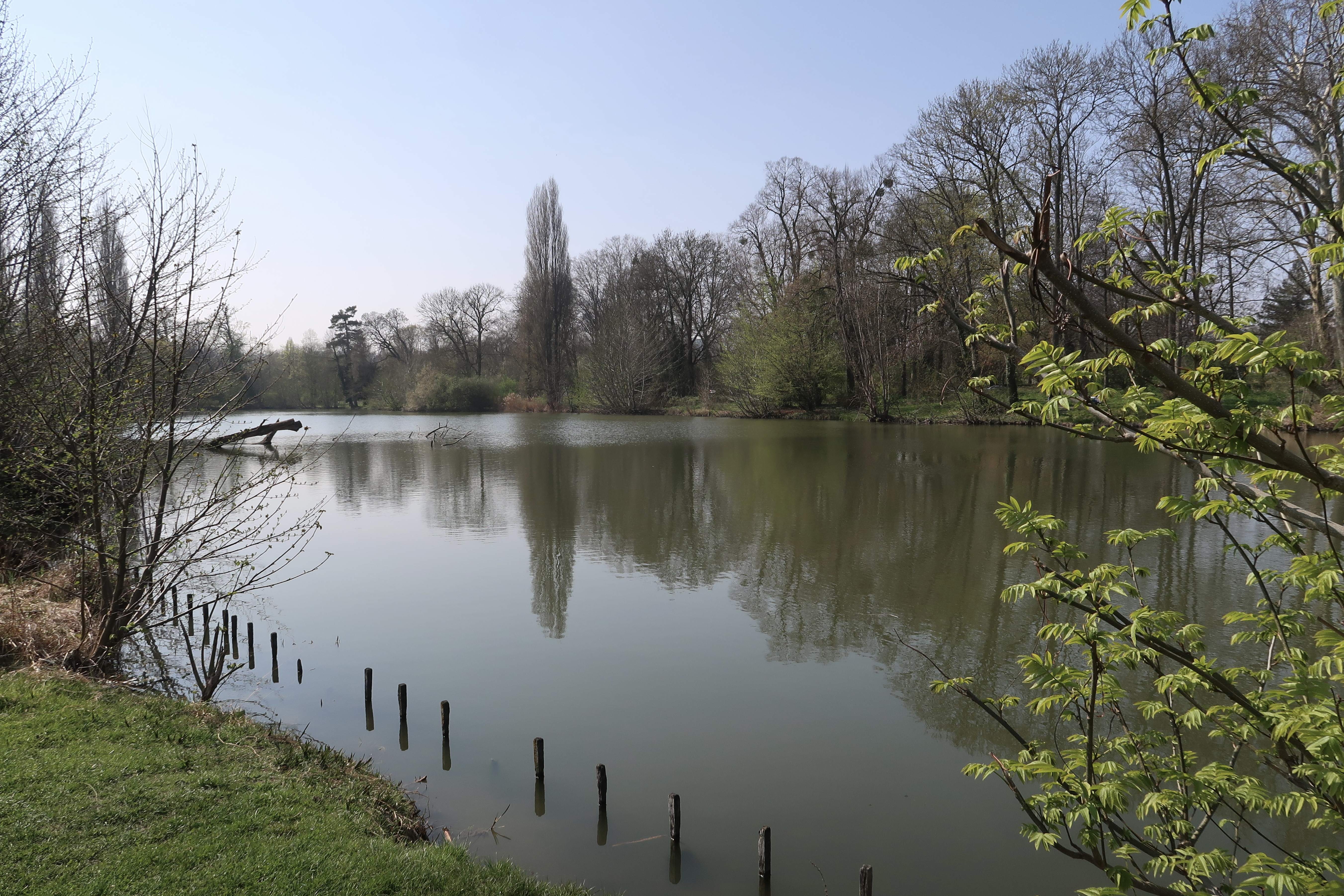
Étang de Suresnes.

Complètement artificielle, la Grande Cascade est aménagée à l'ouest du bois en 1856. Ses rochers en grès viennent de Fontainebleau. La chute d'eau fait 7,50 mètres. En 1857, un buffet (restaurant) est construit à côté ; il est agrandi pour l'exposition universelle de 1900 avec un décor Belle Époque, endommagé par des bombardements lors de la Seconde Guerre mondiale, démoli vers 1950 puis remplacé par un nouveau bâtiment de style « rétro-moderne ». 
Situé allée de Longchamps-Bois de Boulogne, le restaurant La Grande Cascade existe encore de nos jours, et compte parmi ses clients célèbres l'acteur Jean Paul Belmondo et le couple royal de Jordanie.
Sous l'Occupation, un massacre a lieu près de la Grande Cascade.
Le bois est aussi parcouru par le ruisseau de Longchamp, le ruisseau des Sablons et le ruisseau d'Armenonville.

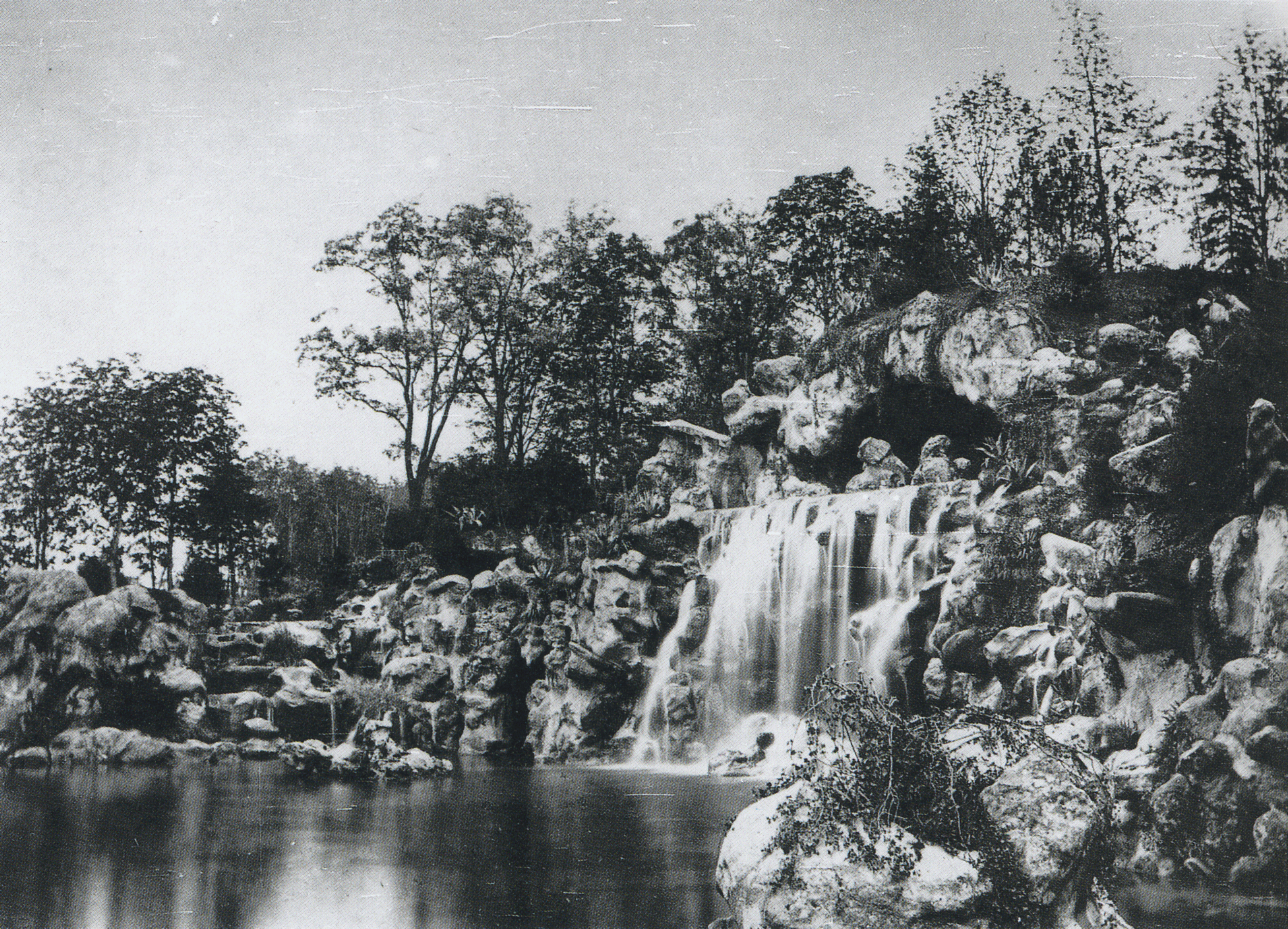
La Grande Cascade vue par le photographe Charles Marville en 1858.
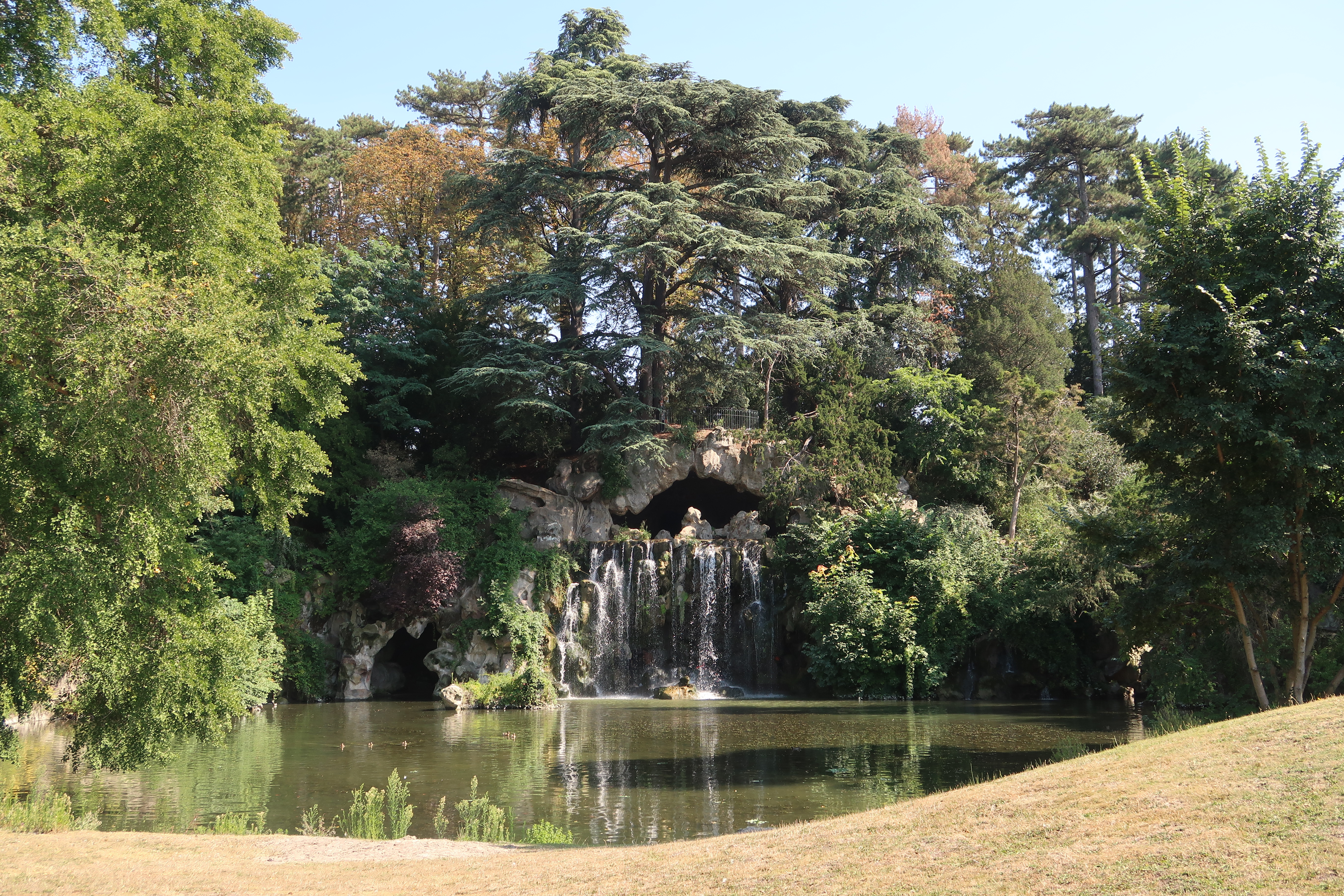
La Grande Cascade de nos jours.
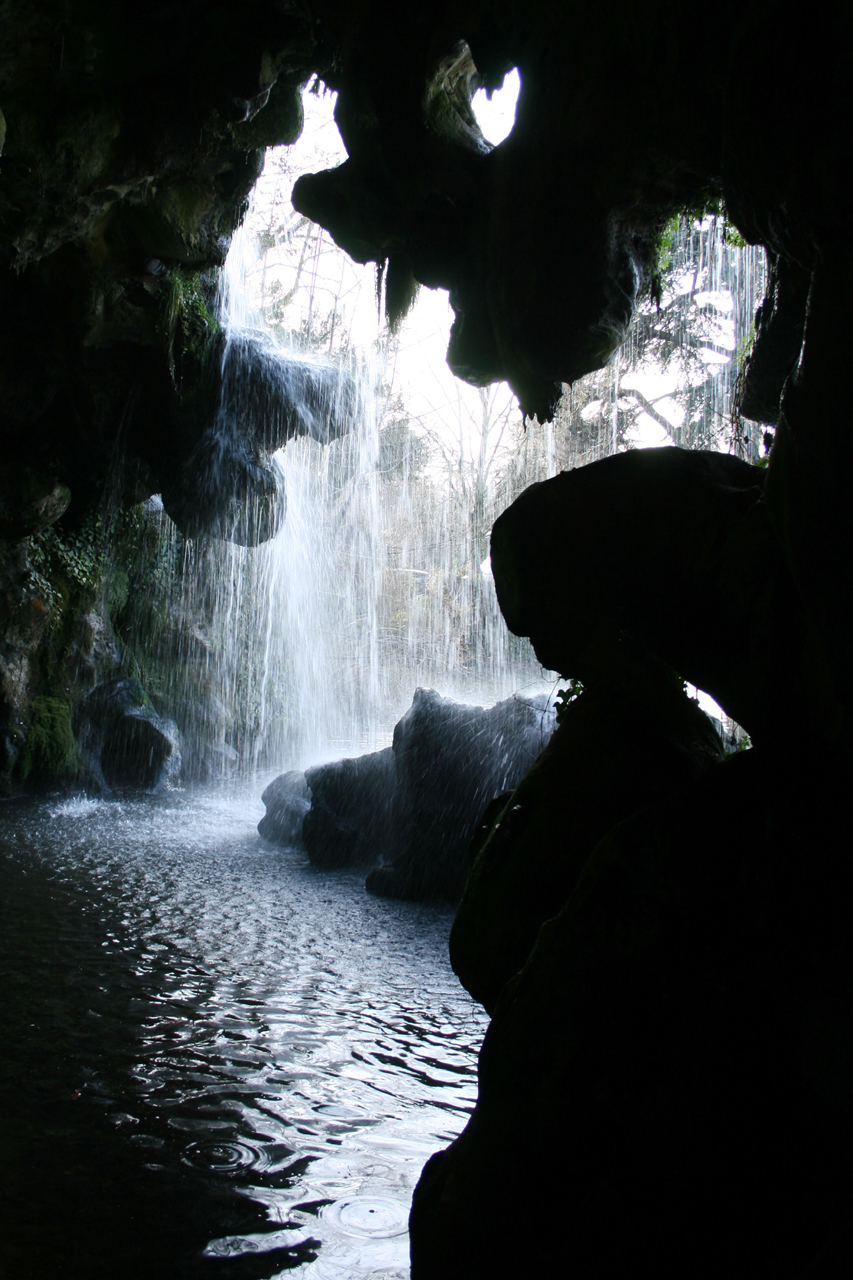
Vue depuis la grotte.
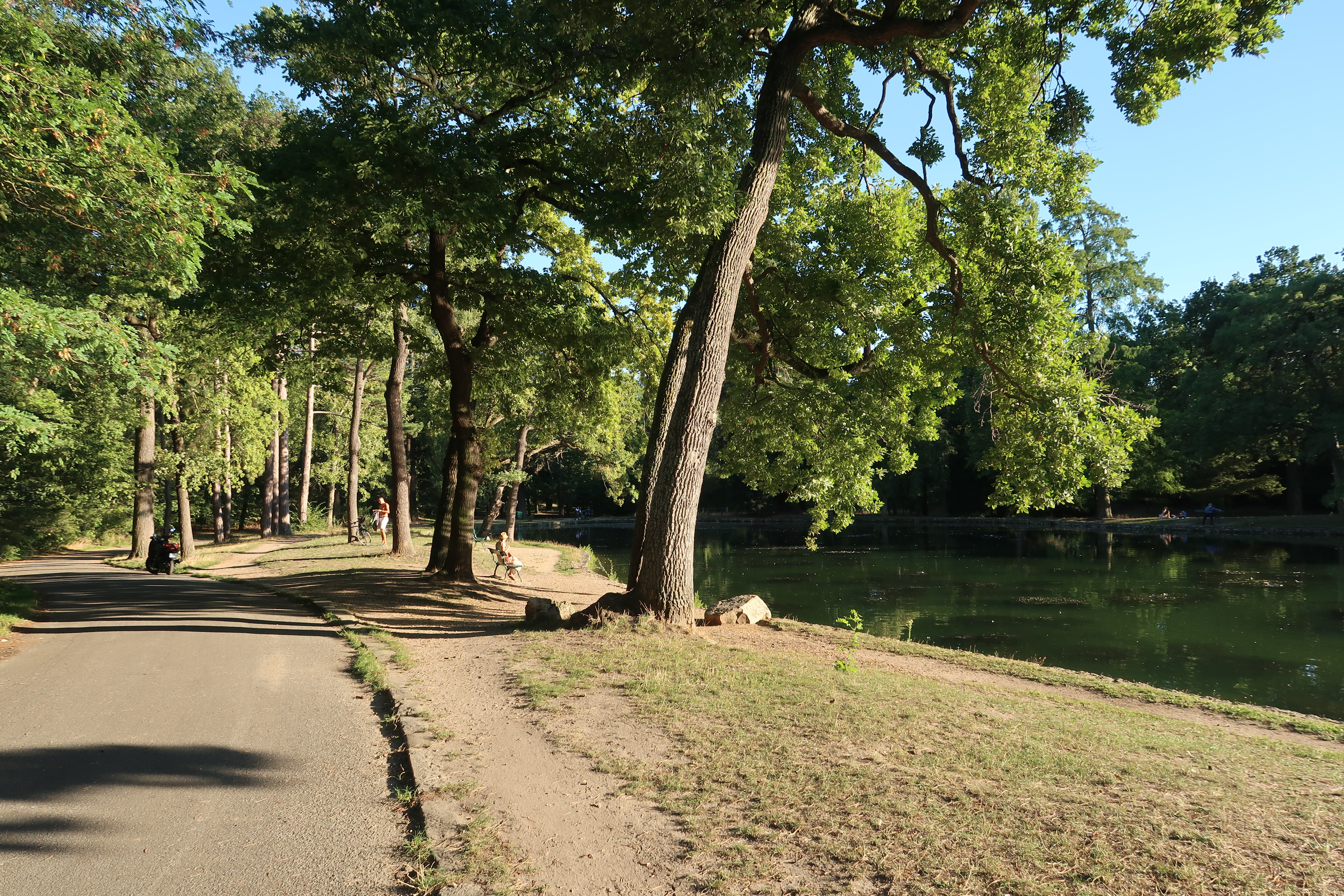
Lac du Réservoir.
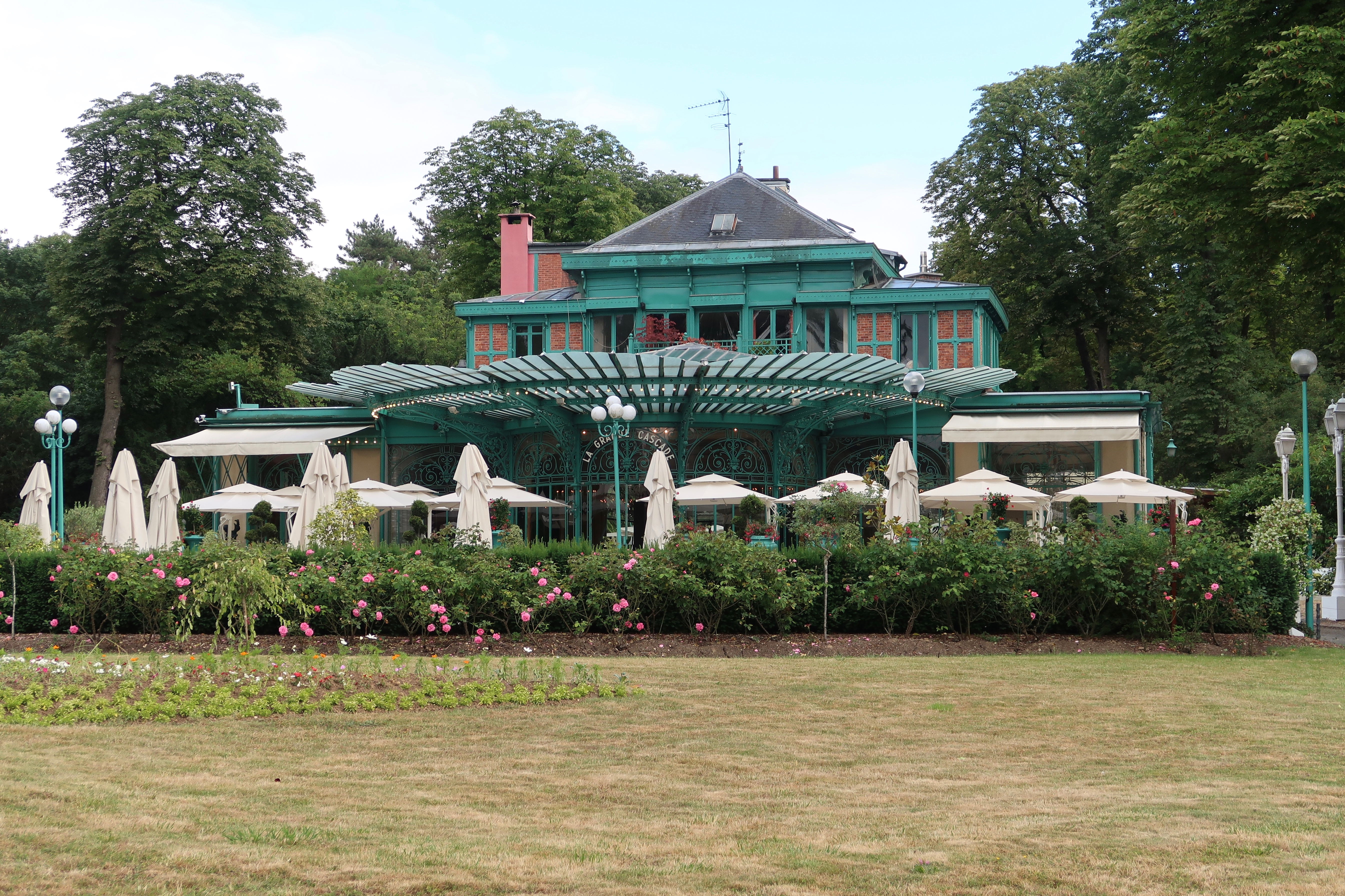
Restaurant.

## Sociologie

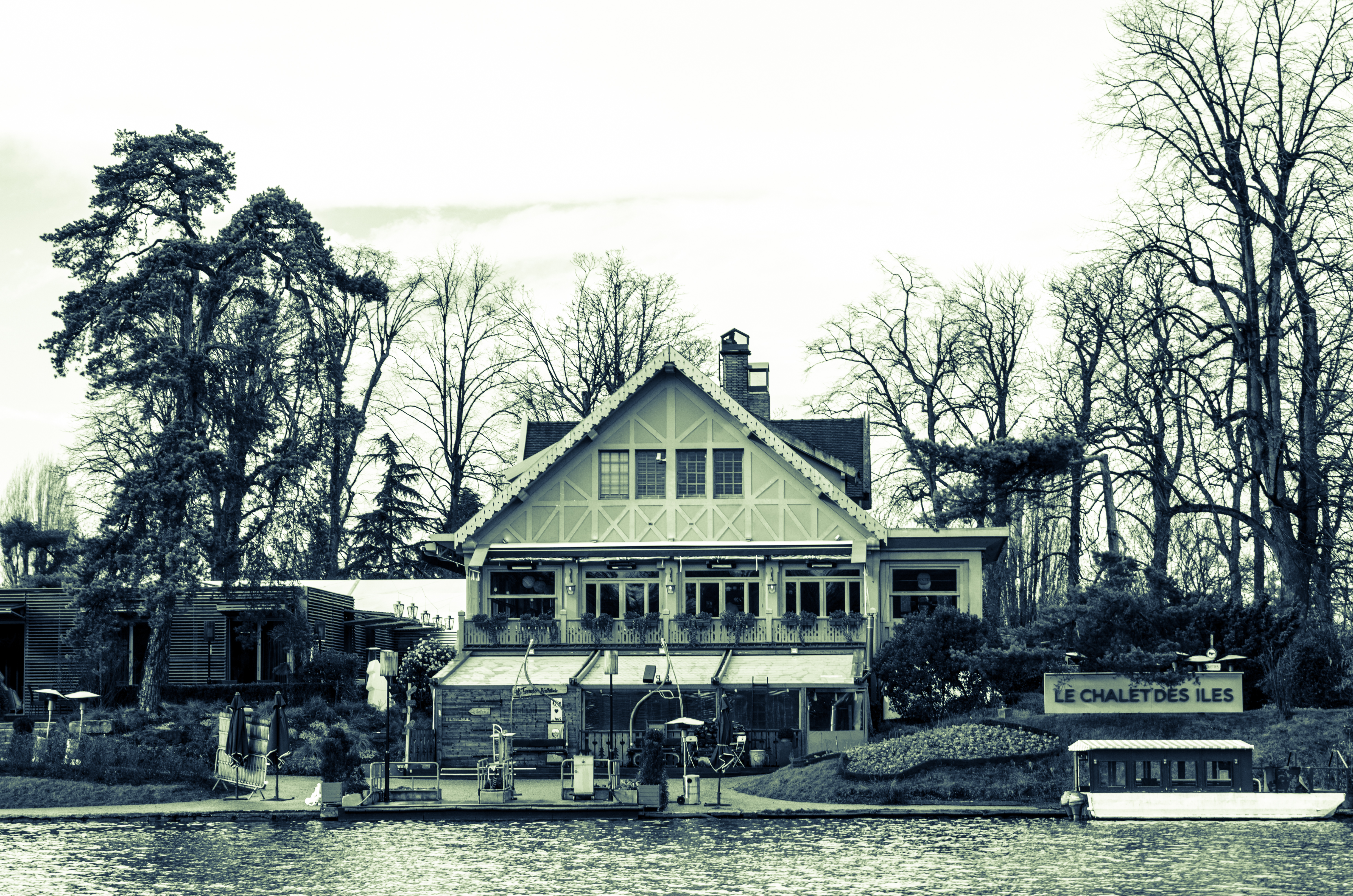
Restaurant Le Chalet des Îles, lac Inférieur du bois de Boulogne.

Le bois de Boulogne est lieu de détente et de plaisir aussi bien pour l'élite (Lagardère Paris Racing, centre équestre du Touring Club de France, etc.) que pour le peuple de Paris. Plusieurs romanciers et poètes français du XIXe siècle ont laissé des textes sur la promenade au bois de Boulogne.
Le 9 septembre 1945, une première dans la France d'après-guerre, un Grand-Prix automobile est organisé au bois de Boulogne, comprenant une course de motocyclettes et trois courses de voiture (Coupe Robert Benoist, Coupe de la Libération et Coupe des prisonniers),.

## Sécurité
L'insécurité au bois de Boulogne est considérée comme chronique, étant l'un des lieux de la prostitution parisienne et du sans-abrisme. 
Fin mai 2024, un rapport de la Mission d’information et d’évaluation du Conseil de Paris pointe les multiples délits, dont les vols dans les véhicules, très fréquents dans la zone, ayant augmenté de 30 % entre 2022 et 2023, ainsi le trafic de stupéfiants, aussi en augmentation. Bien qu’en baisse, la prostitution reste aussi très présente. 
En septembre 2024, l'affaire Philippine relance la question de la sécurisation. Jérémy Redler, maire du 16e arrondissement, déclare à ce sujet : « C’est un endroit très difficile à sécuriser, c’est plus de 860 hectares, plus grand que Central Park. Cela fait de nombreuses années que l’on demande plus de moyens, avec la création d’une brigade spécifique pour le Bois ».

## Dans les arts

### Peinture
- 1908 : L'Allée des Acacias, au bois de Boulogne de Roger de La Fresnaye.
- 1909 (c.) : La Promenade au bois de Giovanni Boldini.

### Cinéma
- 1896 : Cortège du tsar au bois de Boulogne de Georges Méliès.
- 1896 : Bois de Boulogne de Georges Méliès.
- 1945 : Les Dames du bois de Boulogne de Robert Bresson.
- 1984 : Les Brésiliennes du bois de Boulogne de Robert Thomas.

### Musique
La chanson Félicie aussi (1939) de Fernandel commence ainsi : « C'est dans un coin du bois d'Boulogne / Que j'ai rencontré Félicie / Elle arrivait de la Bourgogne / Et moi j'arrivai en taxi ».

### Littérature
- Dans le roman Silbermann (1922) de Jacques de Lacretelle le narrateur et un camarade se promènent au bois. Il raconte : « Nous étions seuls. La journée, qui était une des dernières de l'automne, était froide et triste. Une lourde nuée couvrait le ciel. L'eau du lac, toute sombre, frissonnait. Les arbres étaient dépouillés ; seule persistait la verdure d'un bouquet de sapins ; et ce feuillage pauvre et opiniâtre, cerné par des bois morts, éveillait l'idée d'une vie misérable et éternelle »[41].
- Simone de Beauvoir raconte sa jeunesse dans Mémoires d'une jeune fille rangée (1958). Plusieurs épisodes se déroulent au bois de Boulogne, où elle va faire du canot[42].
- Les personnages de La Curée d'Émile Zola y passent lors de deux grandes scènes tableaux. La première, qui ouvre le roman, montre Renée et Maxime avant leur crime traversant le bois sur une calèche[43], alors que dans la seconde Renée est seule en voiture et croise son beau-fils à pieds accompagné de son père[44].
- Élisabeth Salvaresi, Travelo, enquête sur la prostitution travestie, 1982[45].